# Bek Air-vlucht 2100
Bek Air-vlucht 2100 was een binnenlandse lijnvlucht van Luchthaven Almaty naar Internationale Luchthaven Noersoeltan Nazarbajev in Kazachstan. Op 27 december 2019 verongelukte de Fokker 100 kort na de start, 13 inzittenden kwamen om het leven, 12 mensen werden in het ziekenhuis opgenomen, 74 waren licht- of niet gewond.
De Onderzoeksraad voor Veiligheid (OVV) stuurde twee medewerkers naar Kazachstan om te assisteren bij het onderzoek naar de vliegtuigcrash.

## Vliegtuig
Het vliegtuig met registratie 'UP-F1007' van Bek Air is in 1996 gebouwd en stond eerder geregistreerd als 'D-AFKC' en 'B-12292' bij andere maatschappijen.

## Inzittenden
| Nationaliteit | Passagiers | Bemanning | Totaal |
| ------------- | ---------- | --------- | ------ |
| Kazachstan    | 89         | 5         | 94     |
| Oekraïne      | 2          | 0         | 2      |
| China         | 1          | 0         | 1      |
| Kirgizië      | 1          | 0         | 1      |
| Totaal        | 93         | 5         | 98     |

## Gevolgen
Uit het onderzoek naar de oorzaken van de crash bleek dat de luchtvaartmaatschappij zich niet hield aan de eigen veiligheidsinstructies en die van de fabrikant. Na een hersteltermijn - waarin de luchtvaartmaatschappij er niet in slaagde om de gesignaleerde tekortkomingen te niet te doen - werden op 17 april 2020 zowel de Air operator's certificate van Bek Air als het Bewijs van Luchtwaardigheid van haar Fokker 100’s definitief ingetrokken.